# Hunderose
Hunderose (Rosa canina), ofte skrevet hunde-rose, er en 1,5-3 meter høj, opret eller klatrende busk med kraftige seglkrummede torne og 1-2 cm lange hyben. Den er meget almindelig som vildtvoksende i Danmark.

## Beskrivelse
Hunderose har blade, der har 5-9 glatte eller svagt hårede småblade. Den blomstrer i juni-juli og har fligede, sædvanligvis tilbagebløjede bægerblade. De 1-2 cm lange hyben har en 1,5 - 2,5 cm lang, glat stilk.
Den danner udløbere og er ret hurtigt voksende. Grenens lange ranker kan klatre højt i nabotræer.
De modne hyben søges af fugle om efteråret.

## Voksested
Hunderosen er lyskrævende, men tåler vind og er egnet til middeltørre, lerede jorder, såvel som kalkrig sandjord, men uegnet til fattig sur jord.

## Anvendelse
Hunderosen er velegnet til kantplantning i vildt- og læplantninger og skovbryn. Den tåler beskæring.